# مستعربون إسرائيليون

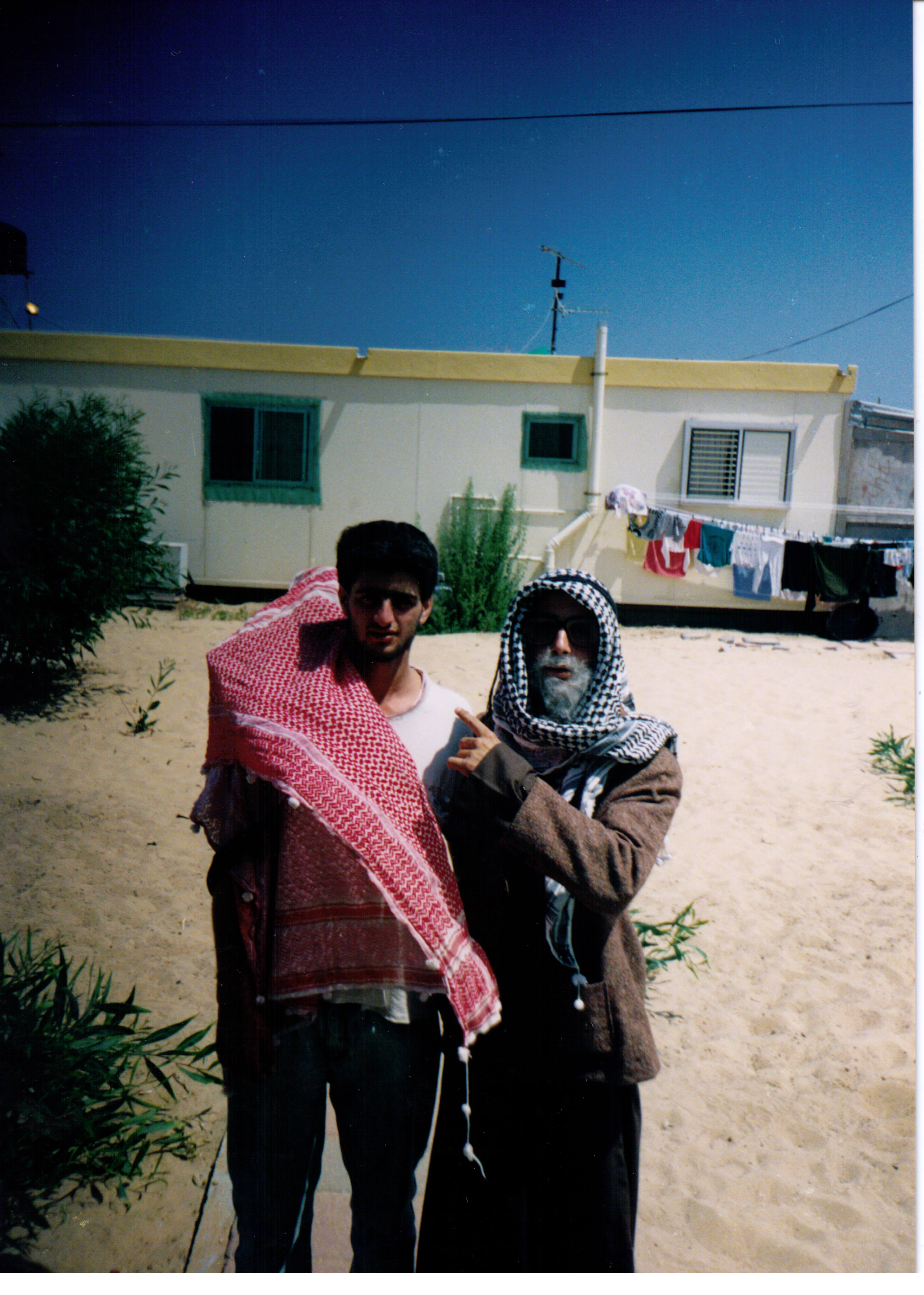
"دانيال دورون" جندي درزي إسرائيلي من وحدة شمشون - إحدى وحدات المستعربين- (الذي قتل أثناء خدمته في الوحدة) برفقة جندي آخر، متنكران بزي عربي

المستعربون الإسرائيليون (بالعبرية: מסתערבים ، وتلفظ مستعرفيم) هي كنية أُعطيت لرجال عصابات إسرائيليين وأفراد وحدات خاصة تخفوا بلباس عربي أو اتخذوا لهم أشكالاً شبيهة بالعرب الفلسطينيين. وبدأت هذه الفكرة في سنوات الثلاثينيات عندما قامت عصابة الهاجاناه بتشكيل فريق من أعضائها للقيام بمهام استخبارية وتنفيذ عمليات قتل وتصفية ضد الفلسطينيين والمسلمين. وكان أول مستعرب هو «أهارون حاييم كوهين»، ومع الزمن حُوّلت فرقة المستعربين إلى دوائر الاستخبارات العامة. وتقطّع استخدام المستعربين خلال العقود الأربعة الأولى بعد إقامة إسرائيل ثم تجدد في في أواخر ثمانينات القرن الماضي، بين عامي 1988 و1989 عند انطلاق الانتفاضة الأولى في الضفة الغربية وقطاع غزة، وأصبح المستعربون تحت إدارة وتوجيه الجيش الإسرائيلي. تسمى الوحدات أمنية الإسرائيلية التي يعمل أفرادها متخفين كعرب فلسطينيين ب«وحدات المستعربين».

## داخل الخط الأخضر
فقد أطلقت شرطة الاحتلال مؤخرا «وحدة مستعربين سرية جديدة» بين العرب داخل الأراضي الفلسطينية المحتلة عام 1948؛ بهدف إنشاء بنية تحتية استخباراتية تمكن الأجهزة الأمنية الإسرائيلية من التحري عن العرب داخل الخط الأخضر.
ونسبت الصحيفة إلى المفتش العام للشرطة الجنرال دودي كوهين قوله: إن الأجهزة استخباراتية الإسرائيلية تعاني من نقص في المعلومات، ولهذا فقد واجهنا الكثير من الصعوبات في العمل داخل المناطق العربية، مثل مدينة أم الفحم، أو حي الجواريش في الرملة، مضيفا أن الوحدة الجديدة أخذت في التوسع للتغلب على نقص المعلومات.
وإضافة إلى هذه الوحدة، ثمة وحدة أخرى تابعة للشرطة تعمل منذ عدة سنوات في مدينة القدس الشرقية المحتلة والقرى المحيطة بها؛ بدعوى محاولة إحباط أي أنشطة إرهابية بين عرب 48، وقد تم لاحقا توسيع رقعة أنشطة هذه الوحدة إلى مناطق ذات أغلبية عربية أخرى.

## الوحدات
قائمة بالوحدات، سواء السابقة أو الحالية:
- «الدائرة العربية»، إحدى وحدات البالماخ وقام أفرادها بعمليات متنوعة وهم متخفون.
- وحدة ريمون، كانت وحدة خاصة من الجيش الإسرائيلي، وعملت بشكل متقطع بين عام 1970 و2005 وتركز نشاطهم بمحاربة الفلسطينيين في غزة.
- شكيد
- وحدة دوفدفان (كرز)، العاملة في الضفة الغربية بشكل خاص.
- وحدة شمشون
- وحدة المشاة المدرعة - وحدة عملت في الضفة الغربية وقطاع غزة حتى عام 1994، حيث نقل إسمها وشعارها لوحدة مشاة «كفير»
- يمام (وحدة حرس الحدود الإسرائيلية)
- وحدة مسادا (وحدة تابعة لمصلحة السجون الإسرائيلية)
- وحدة جدعون (شرطة)

### شمشون ودوفدوفان
ولا يقتصر عمل «وحدات المستعربين» على الداخل (الأراضي الفلسطينية المحتلة عام 48)؛ إذ نفذ أفراد هذه الوحدات عمليات في قطاع غزة والضفة الغربية المحتلة.
وهناك«وحدة مستعربين» تسمى «شمشون» كانت تعمل في غزة، وأخرى تدعى «دوفدوفان» في الضفة، وقد أسسها إيهود باراك، بالإضافة إلى ثالثة تسمى «يمام»، وهي تابعة لحرس الحدود.
وخلال انتفاضة الأقصى، التي انفجرت في سبتمبر 2000، نفذت وحدات «المستعربين» عمليات اختطاف واغتيال للعشرات من نشطاء الفصائل الفلسطينية على رأسها حركة حماس وحركة فتح.
ولا تتوافر أرقام دقيقة حول ضحايا وحدات «المستعربين»، لكن بحسب كتاب «المستعربون فرق الموت الإسرائيلية» لمؤلفه «غسان دوعر»، فقد قتلت أفراد تلك الوحدات 422 فلسطينيا ما بين عامي 1988 و2004.

### خلال الانتفاضة الأولى
نفذت وحدات المستعربين حوالي 45 عملية اغتيال خلال الانتفاضة الأولى

### خلال الانتفاضة الثانية
نشطت وحدات المستعربين خلال الانتفاضة الفلسطينية الثانية، فنفذت حوالي 74 عملية اغتيال

### عمليات قامت بها وحدات المستعربين
- 23 مارس 2012 عملية وصفها الجيش الإسرائيلي بالتدريبية في كفار رامون، أودت بحياة فلسطيني وإصابة إخوته[2]
- 7 أكتوبر 2015، اعتقال فلسطيني وأصابته في الفخذ[4]
- 12 نوفمبر 2015 اقتحام المستشفى الأهلي في الخليل واختطاف جريح وقتل فلسطيني آخر.[5]

## صورة المستعربين في الإعلام
أُنتج مسلسل بعنوان «فوضى» كتبه «ليور راز» و«آفي إيزاكاروف» يمثل رؤيتهم لعمل وحدات المستعربين الخاصة الإسرائيلية، أُنتج بدءا من عام 2015، وعرض على شبكة «نتفليكس». كما ازدات ظهورهم في التغطية الإعلامية وعلى الأرض منذ 2015، حيث استخدمت إسرائيل وحدات المستعربين في نقاط التماس على حدود المدن مع المتظاهرين الفلسطينيين.

## وصلات خارجية
- المستعرفيم، من الموسوعة الحرة «المعرفة»
- الصندوق الأسود - المستعربون، وثائقي من إنتاج الجزيرة على يوتيوب